# Rafael Vitti
Rafael Alencar Vitti (Rio de Janeiro, 2 de novembro de 1995) é um ator, músico e poeta brasileiro, conhecido por interpretar o protagonista Pedro na 22ª temporada de Malhação e o protagonista Davi em Além da Ilusão.

## Biografia
Nascido no Rio de Janeiro, Vitti cresceu em Piracicaba. É filho dos atores João Vitti e Valéria Alencar. É irmão do também ator Francisco Vitti.

## Carreira
Seu primeiro trabalho foi aos 10 anos de idade, em 2005, no curta-metragem Amor de Mula, estrelado pelo seu pai, no papel do filho Jonas. Também tem formação musical pela Escola de Música Villa-Lobos e cursou teatro por tres anos no Teatro O Tablado. Em 2012, estreou na peça Quem Matou O Leão?. Fez o curta Nós e ingressou no curso de artes cênicas da UNIRIO. Após tentar entrar em Malhação Casa Cheia na temporada de 2013 sem sucesso, Rafael tentou mais uma vez para a 22.ª temporada, denominada Malhação Sonhos na qual passou e deu vida ao protagonista Pedro Ramos. Para o personagem, o ator teve que aprender violão, e na trama namorava a lutadora Karina, interpretada pela atriz Isabella Santoni. Formando o casal Perina, que fez muito sucesso entre os jovens. Logo depois da novela, em 2015, Marcelo Faria o convidou para fazer parte da peça Zero de Conduta, que contou com seus antigos parceiros de trabalho em Malhação. No mesmo ano, deu vida ao personagem Pedro Miller na série Não Se Apega, Não do Fantástico e assinou um contrato de três anos com a TV Globo.
Além de ator, Rafael também se mostra escritor, lançando em 2015 o livro Quer Se Ver No Meu Olho, com vários de seus poemas, onde expressa seus pensamentos e reflexões. Em agosto de 2016, lançou seu segundo livro nomeado Amor Roxo em parceria com sua ex-namorada Júlia Oristanio. No início de 2016, esteve na primeira fase da nova novela das nove Velho Chico no papel de Carlos Eduardo, dividindo o papel com o ator Marcelo Serrado. No mesmo ano integrou o elenco da novela Rock Story interpretando Léo Régis. Em 2017, estreou em seu primeiro longa-metragem, interpretando Pedro no filme Os Saltimbancos Trapalhões: Rumo a Hollywood. Em 2018, protagonizou o filme Júpiter - O Filme, interpretando Júpiter. No teatro, interpretou um marinheiro na peça Senhora dos Afogados. Em 2019 protagonizou ao lado de Isabelle Drummond a novela das sete Verão 90, interpretando o radialista João Guerreiro. No ano de 2022, protagonizou ao lado de Larissa Manoela a novela das seis Além da Ilusão, interpretando o mágico Davi Jardim/Rafael Antunes.

## Vida pessoal
Durante as gravações da série juvenil Malhação Sonhos, começou a namorar a atriz Isabella Santoni, seu par romântico na trama. O relacionamento chegou ao fim em maio de 2015, logo após o fim da série.
Em fevereiro de 2017 começou a namorar a atriz Tatá Werneck, assumindo o namoro apenas em agosto. Em janeiro de 2018, ficaram noivos e em outubro foram morar juntos. Discretos, Rafael e Tatá se casaram em segredo em 2019. No dia 23 de outubro de 2019, nasceu Clara, a primeira filha do casal.

## Filmografia

### Televisão
| Ano       | Título                      | Personagem                              | Notas                            |
| --------- | --------------------------- | --------------------------------------- | -------------------------------- |
| 2014–2015 | Malhação Sonhos             | Pedro Ramos                             |                                  |
| 2015      | Não Se Apega, Não           | Pedro Miller                            |                                  |
| 2016      | Totalmente Sem Noção Demais | Maurício Ricardo                        | Episódio: "Primo não É Pecado"   |
| 2016      | Velho Chico                 | Carlos Eduardo Vidigal (jovem)          | Episódios: "1–11 de abril"       |
| 2016      | Truque Vip                  | Participante (vencedor)                 | Temporada 1                      |
| 2016–2017 | Rock Story                  | Leonardo Régis da Conceição (Léo Régis) |                                  |
| 2019      | Verão 90                    | João Guerreiro                          |                                  |
| 2021–2023 | As Five                     | Ariel Rodrigues                         |                                  |
| 2022      | Além da Ilusão              | Davi Jardim / Rafael Antunes            |                                  |
| 2023–2024 | Terra e Paixão              | Evandro Hélio Arruda Fernandes (Hélio)  |                                  |
| 2025      | Dona de Mim                 | Davi Boaz                               |                                  |
| 2025      | Pablo & Luisão              | PM Oliveira                             | Episódio: "Meu Filho Usa Drogas" |

### Cinema
| Ano  | Título                                       | Personagem                           | Notas          |
| ---- | -------------------------------------------- | ------------------------------------ | -------------- |
| 2005 | Amor de Mula                                 | Jonas                                | Curta-metragem |
| 2012 | Nós                                          | Arthur                               | Curta-metragem |
| 2017 | Os Saltimbancos Trapalhões: Rumo a Hollywood | Pedro                                |                |
| 2022 | Júpiter                                      | Júpiter                              |                |
| 2024 | O Clube das Mulheres de Negócios             | Cândido Barros Lima Filho (Candinho) |                |

### Vídeos musicais
| Ano  | Canção    | Artista      |
| ---- | --------- | ------------ |
| 2016 | "Direção" | Manu Gavassi |

## Teatro
| Ano  | Título               | Personagem     |
| ---- | -------------------- | -------------- |
| 2012 | Quem Matou o Leão?   | [ 6 ]          |
| 2015 | Zero de Conduta      | Ariell Fischer |
| 2016 | Sempre Amigos        | Leonardo       |
| 2018 | Senhora dos Afogados | Marinheiro     |

## Literatura
| Ano  | Título                   | Editora |
| ---- | ------------------------ | ------- |
| 2015 | Quer Se Ver No Meu Olho? | Seoman  |
| 2016 | Amor Roxo                | Seoman  |

## Discografia

### Trilha Sonora
| Título         | Ano  | Album      | Videoclipe |
| -------------- | ---- | ---------- | ---------- |
| "Sonha Comigo" | 2016 | Rock Story |            |

## Prêmios e indicações
| Ano  | Prêmio                              | Categoria                             | Indicação                        | Resultado |
| ---- | ----------------------------------- | ------------------------------------- | -------------------------------- | --------- |
| 2014 | Capricho Awards                     | Melhor Ator Nacional                  | Malhação Sonhos                  | Venceu    |
| 2014 | Capricho Awards                     | Troféu Pegação (com Isabella Santoni) | Malhação Sonhos                  | Venceu    |
| 2015 | Prêmio Extra de Televisão           | Revelação Masculina                   | Malhação Sonhos                  | Venceu    |
| 2015 | Melhores do Ano                     | Melhor Ator Revelação                 | Malhação Sonhos                  | Venceu    |
| 2015 | Prêmio Jovem Brasileiro             | Jovem do Ano                          | Malhação Sonhos                  | Indicado  |
| 2015 | Prêmio Jovem Brasileiro             | Melhor Ator                           | Malhação Sonhos                  | Indicado  |
| 2015 | Troféu Internet                     | Revelação do Ano                      | Malhação Sonhos                  | Indicado  |
| 2015 | Troféu Imprensa                     | Revelação do Ano[carece de fontes?]   | Malhação Sonhos                  | Indicado  |
| 2015 | Prêmio Contigo! de TV               | Revelação da TV                       | Malhação Sonhos                  | Indicado  |
| 2015 | Meus Prêmios Nick                   | Gato do Ano                           | Malhação Sonhos                  | Indicado  |
| 2015 | Capricho Awards                     | Ator Nacional                         | Malhação Sonhos                  | Indicada  |
| 2015 | Capricho Awards                     | Troféu Pegação (com Isabella Santoni) | Malhação Sonhos                  | Venceu    |
| 2015 | Capricho Awards                     | Colírio do Ano                        | Malhação Sonhos                  | Indicado  |
| 2015 | Capricho Awards                     | Melhor Snapchat                       | Rafael Vitti                     | Indicado  |
| 2016 | Prêmio Gshow                        | Fandom do Ano                         | Rafael Vitti                     | Indicado  |
| 2016 | Prêmio Febre Teen                   | Febre Teen do Ano                     | Rafael Vitti                     | Indicado  |
| 2016 | Prêmio Febre Teen                   | Melhor Ator Nacional                  | Rafael Vitti                     | Indicado  |
| 2016 | Prêmio Febre Teen                   | Mais Gato                             | Rafael Vitti                     | Indicado  |
| 2016 | Capricho Awards                     | Ator Nacional                         | Velho Chico                      | Indicado  |
| 2016 | Capricho Awards                     | Colírio Nacional                      | Velho Chico                      | Indicado  |
| 2017 | Capricho Awards                     | Crush Nacional                        | Rafael Vitti                     | Indicado  |
| 2017 | Capricho Awards                     | Melhor Casal Real                     | Rafael e Tatá Werneck            | Indicado  |
| 2017 | Prêmio Contigo! Online              | Melhor Ator de Novela                 | Rock Story                       | Indicado  |
| 2017 | Prêmio Jovem Brasileiro             | Melhor Ator Jovem                     | Rock Story                       | Indicado  |
| 2018 | Troféu Nelson Rodrigues             | Homenagem                             | Senhora dos Afogados             | Venceu    |
| 2019 | Prêmio Jovem Brasileiro             | Melhor Ator                           | Verão 90                         | Indicado  |
| 2019 | Meus Prêmios Nick                   | Artista de TV Masculino               | Verão 90                         | Indicado  |
| 2019 | Troféu AIB de Imprensa              | Melhor Ator                           | Verão 90                         | Indicado  |
| 2019 | Prêmio F5                           | Melhor Casal                          | Rafael e Tatá Werneck            | Venceu    |
| 2020 | Meus Prêmios Nick                   | Ship do Ano                           | Rafael e Tatá Werneck            | Indicado  |
| 2020 | Meus Prêmios Nick                   | Artista de TV Masculino               | Rafael Vitti                     | Indicado  |
| 2020 | Prêmio TodaTeen                     | Gato do Ano                           | Rafael Vitti                     | Indicado  |
| 2020 | Prêmio TodaTeen                     | Casal do Ano                          | Rafael e Tatá Werneck            | Indicado  |
| 2022 | Festival Sesc Melhores Filmes       | Melhor Ator Nacional                  | Júpiter                          | Indicado  |
| 2022 | Prêmio Jovem Brasileiro             | Melhor Ator                           | Além da Ilusão                   | Indicado  |
| 2023 | Prêmio iBest                        | Influenciador Protagonista            | Além da Ilusão                   | Indicado  |
| 2024 | Los Angeles Brazilian Film Festival | Melhor Ator                           | O Clube das Mulheres de Negócios | Indicado  |